# Сан Вито суло Йонио
Сан Вѝто суло Йо̀нио (на италиански: San Vito sullo Ionio) е село и община в Южна Италия, провинция Катандзаро, регион Калабрия. Разположено е на 404 m надморска височина. Населението на общината е 1822 души (към 2012 г.).